# 巴特滕施泰特
巴特滕施泰特（德語：Bad Tennstedt，發音：[baːt ˈtɛnˌʃtɛt] ⓘ）是德国图林根州温斯特鲁特-海尼希县的城市，面积27.42平方千米，2023年12月31日人口为2,497人。